# Цертелев, Николай Андреевич
Князь Николай Андреевич Цертелев (Церетели) (1790, Хорол — 1869, Моршанск) — этнограф, известный первопроходческими трудами в области сбора и публикации украинской народной поэзии; исследователь украинского фольклора и русской народной поэзии. В 1819 году в Санкт-Петербурге опубликовал первый сборник украинских народных песен. В 1820 году награждён за этнографические труды серебряной медалью Академии наук.
Деятель образования в Харьковской губернии, корреспондент Тараса Шевченко. Поэт, публицист.

## Биография
Происходил из древней имеретинской княжеской фамилии Церетели, той её ветви, которая в 1739 году переселилась в Россию. Родился в Хороле Хорольского уезда Киевского наместничества Российской империи, ныне Полтавская область Украины.  Получив домашнее воспитание, Н. А. Цертелев в 1810 году окончил Харьковскую гимназию и поступил в Императорский Харьковский университет, затем перевелся в Императорский Московский университет, где в 1814 году окончил курс отделения словесных наук. В 1819 году он снова поступил на службу в министерство Финансов. В том же году он публикует первую книгу, сборник  украинских народных песен и казачьих дум «Опыт собрания старинных малороссийских песен». Годом позже выходит ещё несколько публикаций, которые вознаграждены медалью Академии Наук. В дальнейшем его научная активность падает и в 1830-х фактически прекращается.
В 1820—1823 годах был членом близкого к декабристам Вольного общества любителей российской словесности. В 1823 году был назначен директором училищ Тамбовской губернии.
В 1828 году опубликовал статью «О погрешности в отношении к отечественному воспитанию», в которой осуждал галломанию и обвинял родителей в небрежном отношении к воспитанию. Эта статья, наряду со стихами Н. А. Цертелева, указывает его близость к славянофилам.
С 1831 по 1838 годы он был директором училищ Полтавской губернии и Полтавской гимназии.
С 1838 года Н. А. Цертелев стал помощником попечителя Харьковского учебного округа, где при бездеятельном попечителе Долгоруком играл очень видную роль. В эти годы он переписывается с Тарасом Шевченко. При нём в результате возражений архиепископа харьковскому Иннокентию и Н. Г. Устрялова произошло сожжение опубликованной в 1842 году Н. И. Костомаровым диссертации «О значении унии в западной России».
В должности помощника попечителя Н. А. Цертелев оставался до 28 марта 1859 года, потом был членом Главного Правления училищ. В 1861 году вышел в отставку.
Последние годы своей жизни он проживал в Москве, принимая деятельное участие в «Московском Обществе Словесности», куда передал свои письменные труды и материалы. Умер Н. А. Цертелев в Моршанске на пути в Москву. После него остались довольно многочисленные поэтические и научные труды.

## Фольклористика
Наиболее важная часть деятельности Н. А. Цертелева в том, что он явился первым собирателем памятников народной малорусской (украинской) поэзии и одним из первых просвещенных людей, сумевших понять значение народной поэзии и пробудить интерес к её изучению. В 1819 году в Петербурге вышла его первая книга «Опыт собрания старинных малороссийских песен», первый в истории сборник украинского фольклора.
Для своего времени взгляды Н. А. Цертелева на важность фольклора были передовыми и его сборник имел большое значение, несмотря на его незначительность по объёму и искажения, которым подверглись в нём местами народные песни).
Из других трудов Цертелева важны работы о русском народном стихосложении, за которые он получил серебряную медаль от Академии Наук: «Замечания на 2-ю часть опыта Востокова о русском стихосложении» («Сын Отечества». — 1818. — Ч. 49), «О стихосложении старинных русских песен» (Сын Отечества, 1820, ч. 69) и, наконец, издал «Опыт общих правил стихотворчества» (монография, 1820). В своей книге Цертелев доказывает, что в основе русской народной поэзии (в песнях) существует и господствует размер стоп «по их мере в протяжении голоса и столько же по числу слогов» (вопреки авторитетному мнению А, Х. Востокова, утверждавшего, что в русской поэзии тоническое стихосложение). По мнению Пыпина, Цертелеву принадлежат весьма ценные замечания о метрике русской народной поэзии.

## Творчество
Своей литературной деятельности Н. А. Цертелев большого значения не придавал, и в 1867 г. наотрез отказался издать свои сочинения отдельным изданием. Стихотворения его помещались в «Сыне Отечества», «Благонамеренном», «Соревнователе просвещения и благотворения», «Вестнике Европы» и в некоторых других петербургских альманахах.
Его стихотворение «Славянам» в сборнике «Беседы Общества Любителей Российской Словесности» говорят о близости его взглядов к славянофильству и панславизму.

## Семья
Вторая жена — Варвара Семёновна Чулкова (дочь Александры Николаевны Бахметевой). От этого брака: дипломат Алексей Цертелев и философ Дмитрий Цертелев.